# نبرد آدریانوپل (۱۲۰۵)
نبرد آدریانوپل نبردی در سال ۱۲۰۵ میلادی بین امپراتوری لاتین و بلغارها بود که در منطقه آدریانوپل رخ داد و سرانجام بلغارها توانستند لاتینی‌ها را شکست و امپراتور لاتین را اسیر کنند.
پس از تسخیر و تاراج قسطنطنیه در سال ۱۲۰۴ میلادی، صلیبیون لاتین به رهبری بالدوین یکم، امپراتور لاتین در همراهی با ونیزی‌ها، در جهت شمال غربی رو به بلغارستان رفتند. کالویان، تزار بلغارستان، سپاهی متشکل از بلغارها، یونانی‌ها و کومان‌ها به مصاف دشمن فرستاد. دو سپاه روز ۱۵ آوریل سال ۱۲۰۵ میلادی در آدریانوپل به یکدیگر رسیدند. هنگامی که سواران بلغار اقدام به عقب‌نشینی ساختگی کردند، شوالیه‌های لاتین (غالبا فرانک) شروع به تعقیب آن‌ها کردند. بلغارها به‌یک‌باره چرخش کرده به دشمن بی‌سازمان خود یورش بردند. کنت بلوآ و بسیاری دیگر از قوای لاتین در این نبرد مغلوبه به خاک افتادند. بلغارها رزم‌گاه را درنوردیدند و بالدوین را به اسارت گرفتند. بالدوین، امپراتور لاتین بعداً در بند جان باخت. کالویان در ادامه بیشتر تراکیه و مقدونیه را را مورد تاخت‌وتاز قرار داد.